# Quintus Aemilius Barbula
Quintus Aemilius Barbula war ein römischer Politiker aus dem Geschlecht der Aemilier. Er war in den Jahren 317 v. Chr. und 311 v. Chr. römischer Konsul. Sein Amtskollege war während beider Konsulate Gaius Iunius Bubulcus Brutus.
Nach Livius hatten beiden Konsuln des Jahres 317 v. Chr. ein Kommando in Apulien und Lukanien.
Die Fasti triumphales verzeichnen für das Jahr 311 v. Chr. an den Iden des Sextilis (13. Juni) einen Triumphzug der beiden Konsuln Aemilius Barbula und Iunius Bubulcus für einen Sieg über die Etrusker, der jedoch von der Forschung als fiktiv angesehen wird.
Sein vollständiger Name lautete Q. Aimilius Q. f. L. n. Barbula. Für das Cognomen Barbula ist auch die Form Barbulo und Balbulo überliefert.